# 인제대학원대학교
인제대학원대학교(仁濟大學院大學校, Inje Institute of Adbanced Studies)는 대한민국 서울특별시 중구에 있었던 사립 대학원대학이다.
2005년, 서울백병원 내에 학교법인 인제학원에 의해 설립된 대학원 대학이다. 이후 2015년, 학교법인측에서 자진 폐교하여 사라졌다.

## 연혁
- 2005년 9월 1일: 개교
- 2015년 8월 31일: 학교법인 인제학원이 인제대학원대학교를 자진폐교하기로 하여 10년만에 폐교[2]

## 같이 보기
- 인제대학교